# Коламбія-Фоллс (Монтана)
Коламбія-Фоллс (англ. Columbia Falls) — місто (англ. city) в США, в окрузі Флетгед штату Монтана. Населення — 5308 осіб (2020).

## Географія
Коламбія-Фоллс розташована за координатами 48°22′11″ пн. ш. 114°11′30″ зх. д. / 48.36972° пн. ш. 114.19167° зх. д. (48.369722, -114.191581).  За даними Бюро перепису населення США в 2010 році місто мало площу 5,30 км², уся площа — суходіл. В 2017 році площа становила 5,70 км², з яких 5,69 км² — суходіл та 0,01 км² — водойми.

## Демографія
Згідно з переписом 2010 року, у місті мешкало 4688 осіб у 1863 домогосподарствах у складі 1215 родин. Густота населення становила 884 особи/км².  Було 1994 помешкання (376/км²).
Расовий склад населення:
| - 94,4 % — білих - 1,8 % — корінних американців - 0,4 % — азіатів - 0,2 % — чорних або афроамериканців |

До двох чи більше рас належало 2,9 %. Частка іспаномовних становила 2,8 % від усіх жителів.
За віковим діапазоном населення розподілялося таким чином: 26,0 % — особи молодші 18 років, 60,8 % — особи у віці 18—64 років, 13,2 % — особи у віці 65 років та старші. Медіана віку мешканця становила 35,6 року. На 100 осіб жіночої статі у місті припадало 92,6 чоловіків;  на 100 жінок у віці від 18 років та старших — 90,9 чоловіків також старших 18 років.
Середній дохід на одне домашнє господарство  становив 48 402 долари США (медіана — 47 352), а середній дохід на одну сім'ю — 57 133 долари (медіана — 55 000). За межею бідності перебувало 11,8 % осіб, у тому числі 18,3 % дітей у віці до 18 років та 16,4 % осіб у віці 65 років та старших.
Цивільне працевлаштоване населення становило 2618 осіб. Основні галузі зайнятості: освіта, охорона здоров'я та соціальна допомога — 24,1 %, мистецтво, розваги та відпочинок — 18,8 %, роздрібна торгівля — 11,6 %, виробництво — 10,0 %.